# Jury (angelsächsisches Rechtssystem)
Eine Jury (dt. [ˈʒyːri] oder [ʒyˈriː], engl. [ˈdʒʊɹi]) ist im anglo-amerikanischen Rechtssystem die Gesamtheit der Geschworenen eines Gerichtsverfahrens, sowohl im Zivil- als auch im Strafprozess.
Im 6. und 7. Zusatzartikel zur Verfassung der Vereinigten Staaten ist die Jury verfassungsrechtlich verankert.
Im Strafverfahren entscheidet die Grand Jury im Vorverfahren über die Anklageerhebung, die Trial Jury aufgrund der Hauptverhandlung über die Schuldfrage. Eine Coroner’s Jury kann bereits an einer Untersuchung über die Todesursache einer Person beteiligt sein. Eine Jury entscheidet auch in Zivilverfahren, wenn die Parteien dies nicht einvernehmlich ausschließen. Unter bestimmten Voraussetzungen hält die US-amerikanische Rechtsprechung eine solche Verzichtsklausel für zulässig.
Die Entscheidung durch eine Jury lässt sich bis in das 10. Jahrhundert unter König Ethelred zurückverfolgen.

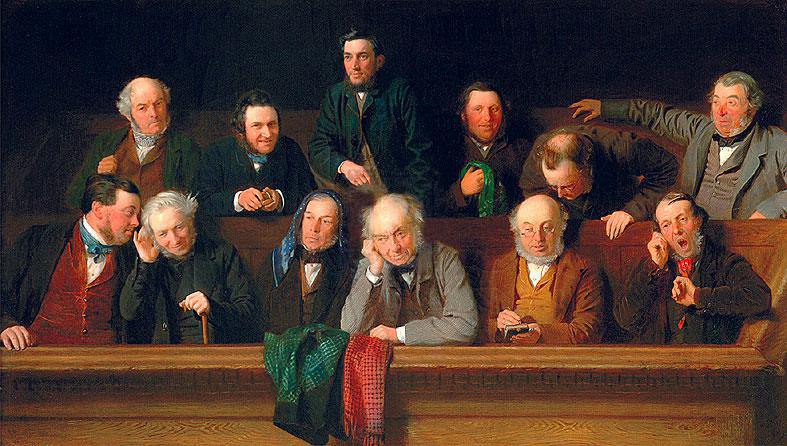
The Jury (John Morgan, 1861)

Neben Großbritannien, den USA, Kanada, Malta und weiteren Commonwealth-Staaten ist auch in anderen Rechtssystemen die Jury als Rechtsinstitution bekannt, so in Belgien, Frankreich und Österreich (sog. Schwurgerichtshof), jedoch unterscheiden sich die Kompetenzen der Jury von Land zu Land. In Deutschland gab es bis 1924 Geschworenengerichte. In der Schweiz wurden die Geschworenengerichte in den letzten vier Kantonen mit der Einführung der Schweizerischen Strafprozessordnung am 1. Januar 2011 abgeschafft.

## Zusammensetzung
In England und den Vereinigten Staaten besteht die Trial Jury aus zwölf, selten mehr Personen, wovon in England mindestens zehn, in den USA alle Geschworenen sich über das Urteil (verdict) einig sein müssen. In Schottland gibt es 15 Geschworene, wovon eine einfache Mehrheit von 8 Stimmen nötig ist. Zusätzlich werden meist noch zwei Ersatzpersonen ernannt, die bei dem Gerichtsverfahren anwesend sind und bei Ausfall eines Geschworenen durch unvorhergesehene Schwierigkeiten diesen ersetzen.
Die Geschworenen sollen möglichst „unvoreingenommen“ sein. Sie dürfen dementsprechend über den zu beurteilenden Fall keine Vorkenntnisse haben. Die Auswahl der Geschworenen kann für den Ausgang des Prozesses wesentliche Bedeutung haben und wird daher von Staatsanwaltschaft und Strafverteidigung sehr ernst genommen. Nur Personen, auf die sich beide Seiten verständigen, werden in die Jury berufen.
Die Jury kann für die Dauer eines Prozesses von der Außenwelt isoliert werden („jury sequestration“), damit keine Einflussnahme von außen geschehen kann. Die Jury kann mit einer Black Box verglichen werden: Man weiß nicht, warum und wie sie entscheiden wird. Als Ausgleich für diese beschränkte Vorhersehbarkeit und Nachprüfbarkeit gibt es strenge Prozess- und Beweisregeln, die die weitreichenden Kompetenzen der Jury legitimieren sollen.

## Entscheidungsgewalt

### Trial Jury
Allein die Geschworenen befinden über Schuld oder Unschuld der oder des Angeklagten. Ihr Beratungsergebnis nach der Beweisaufnahme ist verbindlich. Nur die Jury (nicht der Richter) entscheidet über die Tatsachen.
Ihre Entscheidung heißt verdict (englisch [ˈvɜ˞dɪkt]) und muss vom Richter bestätigt werden. Ausnahmen gelten für zahlreiche Ansprüche, die in den Bereich des Billigkeitsrechts, Equity (englisch [ˈɛkwɪti]), fallen, beispielsweise Scheidungen oder einstweilige Verfügungen.
Es ist nicht erforderlich, dass eine Jury ihre Entscheidung begründet. Da die Mitglieder der Jury zumeist über gar keine juristischen Kenntnisse verfügen, erhalten sie vom Richter eine Rechtsbelehrung. Es ist aber alleinige Aufgabe der Jury, das Recht (in Form von Rechtsnormen oder Urteilsaussprüchen) auf die Tatsachen anzuwenden. Der Jury kommt somit eine große Aufgabe und Verantwortung in der Rechtsprechung zu. Sehr oft wird der Jury ihre Bedeutung durch die Anwälte noch mal vor Augen geführt: »You are the law!« („Sie sind das Gesetz!“).
Auch über die Strafzumessung kann eine Jury entscheiden; dies hängt vom jeweiligen Rechtssystem ab. In den USA setzt in einigen Bundesstaaten der Richter das Strafmaß fest, in anderen die Jury. Die dritte Möglichkeit ist eine Strafzumessung der Jury, wobei der Richter ein Vetorecht hat und das Strafmaß aufheben kann (nicht jedoch die Entscheidung schuldig / nicht schuldig).

### Richter
Der Richter schweigt während der Verhandlung meist. Er entscheidet lediglich über die Zulassung von Anträgen und erläutert den Geschworenen ihre Pflichten. Der Richter sitzt zwar dem Juryprozess vor, seine Kompetenzen sind aber zum Vergleich mit denen in kontinentaleuropäischen Rechtsordnungen geringer. Seine Hauptaufgabe ist es, über die Einhaltung der prozessualen Regeln von Seiten der Anwälte zu wachen. Er kann in der Regel die Entscheidung der Jury nicht im Nachhinein überprüfen oder das verdict aufheben – allerdings gibt es auch hier unter bestimmten Voraussetzungen Ausnahmen; so hat z. B. Richter Leonard Davis aus dem US-Bundesstaat Texas das Urteil der Jury bei einer Patentklage gegen Apple aufgehoben.

## Vorzüge des Jury-Systems
Als ein Vorzug der Jury wird die Stärke kollektiver Entscheidungsfindung genannt: Mehrere Köpfe sind besser als einer, die Meinung des Einzelnen muss sich der Kritik anderer aussetzen. Insofern kann die Fehleranfälligkeit durch einen einzelnen Entscheidungsträger durch die Mehrheit ausgeglichen werden.
Die Jurymitglieder stammen aus allen Bevölkerungsschichten und stellen einen Querschnitt der Gesellschaft dar, was zur Folge hat, dass die Juryentscheidung (jury verdict) die Gemeinschaftswerte widerspiegelt und auch für die Gesellschaft tragbar und akzeptabel ist. Auch der einzelne Bürger profitiert von der Teilnahme an der Jury: Die Erfüllung dieser staatsbürgerlichen Pflicht (jury duty), einhergehend mit der Verantwortung, Recht zu sprechen, empfinden viele Jurymitglieder als eine besondere Lebenserfahrung.
Das wichtigste Recht einer Jury besteht jedoch darin, ungeachtet der Beweise oder der geltenden Gesetze einen Angeklagten im Einzelfall freizusprechen, die sog. jury nullification, auch conscientious acquittal, juror veto oder jury pardon. Ein Beispiel ist der umstrittene Freispruch der Jury im Mordprozess gegen O. J. Simpson.

## Nachteile des Jury-Systems
Der Umstand, dass der Jury als einzigem Gerichtsorgan die Entscheidungsgewalt über Tatsachen zukommt, erschwert Reformen über Rollen von Richtern und Anwälten. Die Jury kann nach Ermessen (bis hin zu Willkür) entscheiden, ihre Mitglieder können einem Gruppendruck ausgesetzt sein. Auch stellt sich die Frage, ob die Juroren ausreichend qualifiziert sind, um schwierige Rechtsfragen zu beantworten. Ein weiterer Kritikpunkt zielt darauf ab, dass die Entscheidung der Jury schwer vorhersehbar und ebenso schwer nachvollziehbar ist, da keine Begründungspflicht für ihr Urteil (verdict) besteht. Dies hat weitreichende Konsequenzen für das Rechtsmittelverfahren. Da die Jurymitglieder zumindest in Strafverfahren einstimmig entscheiden müssen, gibt es oft eine sogenannte „hung jury“, bei der eine einstimmige Entscheidung nicht herbeigeführt werden kann. Der Prozess muss dann neu beginnen, was zeitlich sehr aufwendig ist. Ein anderer Nachteil ist der große Zeitaufwand, eine geeignete Jury zusammenzustellen.